# Hrabstwo Grand (Utah)

Piramida wieku hrabstwa

Hrabstwo Grand – hrabstwo w stanie Utah (Stany Zjednoczone), nadano mu nazwę po rzece Kolorado, która nazywana była wśród mieszkańców stanu Utah rzeką Grand, co oznacza „Wielka rzeka”. Liczba ludności w roku 2000 wynosiła 8485 mieszkańców i w 2005 wzrosła ona do 8 743. Największym miastem i siedzibą hrabstwa jest Moab.

## Geografia
Zgodnie z United States Census Bureau hrabstwo zajmuje powierzchnię 9568 km², w tym w 32 km² (0,34%) powierzchni wodnej. Rzeka Green wyznacza zachodnią granicę hrabstwa, zaś rzeka Kolorado przepływa przez jego południowo-wschodni skraj. W południowej części hrabstwa leży Park Narodowy Arches (znajdujący się na północny wschód od miasta Moab), a także najbardziej wysunięta na północ odnoga Parku Narodowego Canyonlands. Na terenie hrabstwa leżą góry La Sal Mountains wchodzące w skład obszaru chronionego Lasu Narodowego Manti-La Sal.

## Sąsiednie hrabstwa
- Hrabstwo Uintah – północ
- Hrabstwo Garfield,  (Kolorado) – północny wschód
- Hrabstwo Mesa (Kolorado) – wschód
- Hrabstwo San Juan – południe
- Hrabstwo Emery – zachód
- Hrabstwo Carbon – północny zachód

## Obszary chronione
- Park Narodowy Arches
- Park Narodowy Canyonlands (część)
- Las Narodowy Manti-La Sal (część)

## Miasta
- Castle Valley
- Moab

## CDP
- Thompson Springs